# Gigi D'Alessio
Luigi D'Alessio, detto Gigi (Napoli, 24 febbraio 1967), è un cantautore, produttore discografico, compositore, pianista e conduttore televisivo italiano.
Artista di successo a livello internazionale, il 6 ottobre 2022 riceve il premio "Napoli, città della musica" dove gli viene conferita anche la nomina di "Ambasciatore della musica napoletana nel mondo". Nella sua carriera ha venduto oltre 30 milioni di dischi nel mondo.

## Biografia

### Gli inizi
Nasce il 24 febbraio 1967 a Napoli, in una famiglia originaria del Rione Cavalleggeri d'Aosta, una zona situata tra Bagnoli e Fuorigrotta. Già da piccolo inizia a scrivere e comporre musica; durante l'infanzia riceve alcune nozioni sulla fisarmonica regalatagli dal padre. Inizia lo studio del pianoforte da autodidatta molto giovane e prende alcune lezioni di solfeggio. In seguito, a 12 anni entra al Conservatorio di San Pietro a Majella a Napoli, conseguendo a 21 anni il diploma in pianoforte.

### Anni '90

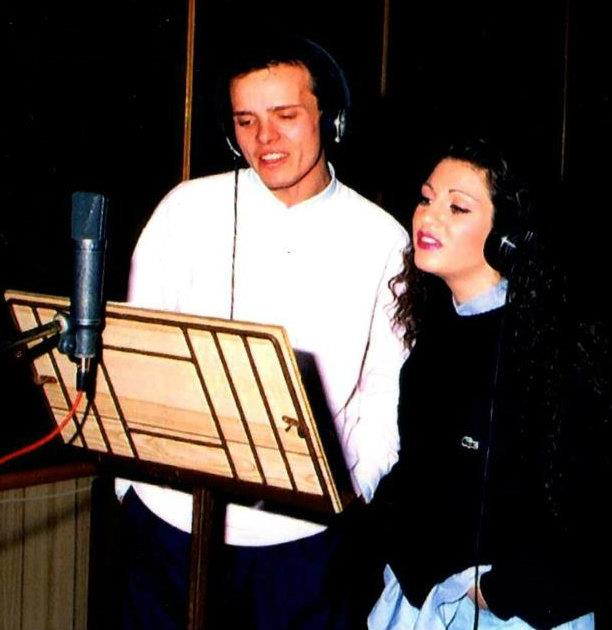
Gigi D'Alessio e Ida Rendano nel 1992

Dopo aver lavorato con grandi nomi della canzone napoletana, come Mario Trevi, Antonio Buonomo, Pino Mauro e Angela Luce, diventa il pianista ufficiale di Mario Merola al quale dedica la canzone Cient'anne, scritta con Vincenzo D'Agostino e interpretata con lo stesso Mario Merola. Viene pubblicato il suo primo album Lasciatemi cantare (1992), seguito da Scivolando verso l'alto (1993). Nel 1994 il produttore Enzo Malepasso produce il suo terzo lavoro Dove mi porta il cuore e l'anno seguente arriva il successo con l'album Passo dopo passo.
Nel 1997 pubblica l'album Fuori dalla mischia, contenente i singoli Chiove e Anna se sposa. Il 7 giugno dello stesso anno tiene il suo primo concerto nell'allora Stadio San Paolo di Napoli intitolato Fuori dalla mischia, dove accoglie 20.000 spettatori nella curva B. Nella primavera del 1998 esce il sesto album intitolato È stato un piacere. Sempre ad aprile esce nelle sale cinematografiche Annaré, per la regia di Ninì Grassia, in cui interpreta il ruolo del protagonista (oltre a firmare la colonna sonora), al fianco di Fabio Testi e Orso Maria Guerrini.

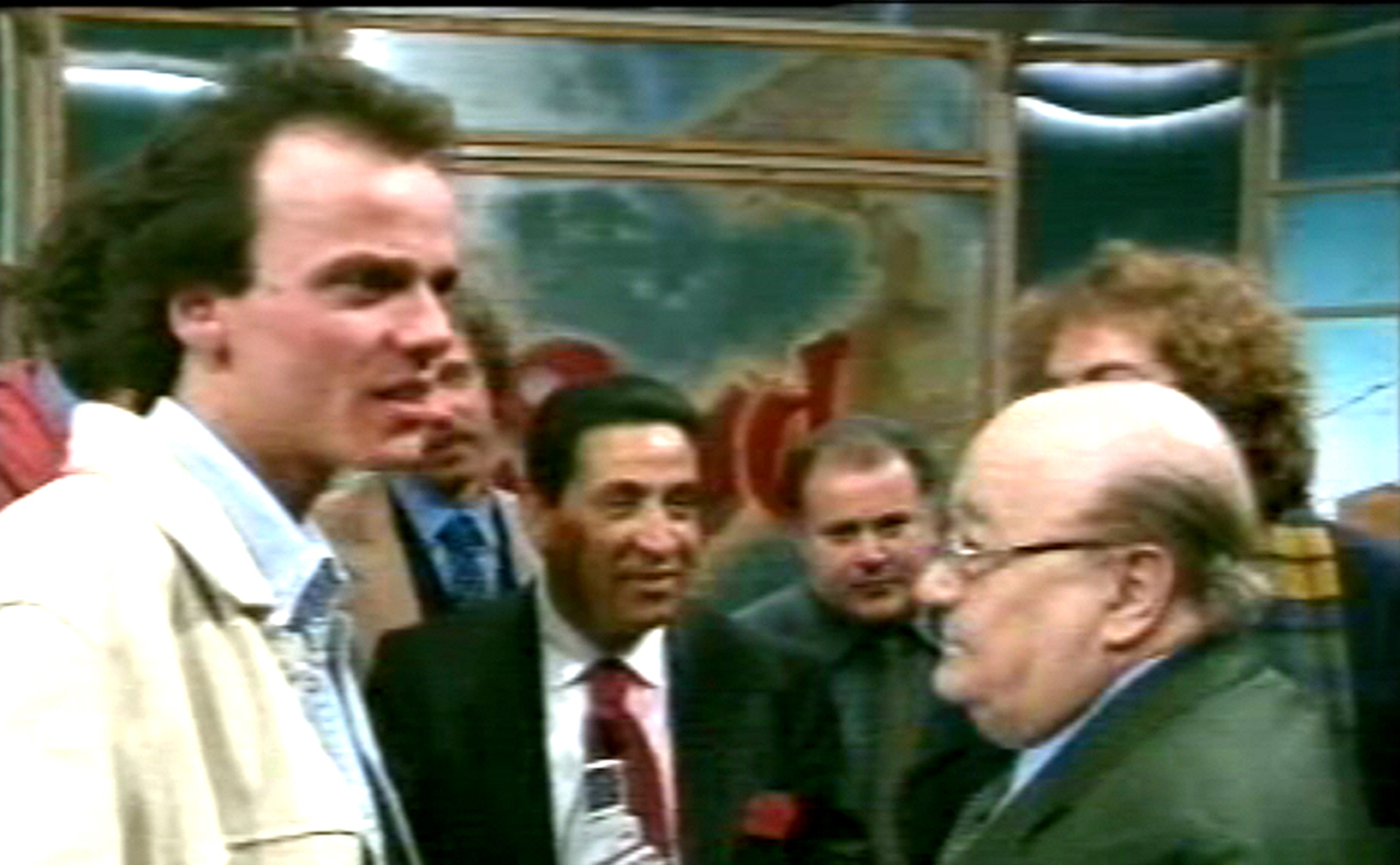
Gigi D'Alessio, Mario Trevi e Aurelio Fierro nel 1997

Grazie all'incontro con Geppino Afeltra e Pierluigi Germini, D'Alessio approda alla BMG, e sul finire di quell'anno raccoglie nell'album Tutto in un concerto i momenti salienti della sua carriera. È il suo settimo album e contiene 13 brani, fra cui l'inedito Quel che resta del mio amore.
Nel 1999 esce l'album Portami con te, che contiene altri 11 brani inediti; è dello stesso anno l'esibizione davanti al presidente statunitense Bill Clinton al galà del National Italian American Foundation e, sempre nello stesso anno, esce nei cinema Cient'anne, con Mario Merola, George Hilton e Giorgio Mastrota, sempre con la regia di Ninì Grassia.
Partecipò anche alla trasmissione Viva Napoli - edizione 1999, condotta da Mike Bongiorno, dove la canzone 'O sarracino fu la più votata (81.316 voti).
Inoltre, il 19 giugno 1999 tornò in concerto allo Stadio San Paolo di Napoli, con oltre 30.000 persone presenti.

### Anni 2000
Nel febbraio 2000 D'Alessio partecipa al Festival di Sanremo, nella sezione "Campioni", con Non dirgli mai, mentre l'album Quando la mia vita cambierà (il nono) è Disco d'oro poco dopo l'uscita. I proventi del singolo Caro bambino Gesù sono devoluti all'associazione ActionAid, promotrice delle adozioni a distanza. Sempre nello stesso anno ritorna come concorrente nella trasmissione Viva Napoli - edizione 2000, alla conduzione di Mike Bongiorno e Loretta Goggi, dove capitanò la sua squadra, portandola alla vittoria con 234.557 voti totalizzati in tutte e tre le puntate, mentre la canzone più votata fu Maruzzella, cantata proprio da lui, con 64.778 voti. Ancora nello stesso anno va in tournée e, dopo una partenza europea (Zurigo, Neu-Ulm, Karlsruhe, Mannheim), tocca le maggiori città italiane fino al concerto di piazza del Plebiscito di Napoli, del 19 settembre, dove riesce a radunare 200.000 persone.
L'anno successivo Tu che ne sai, scritta con Vincenzo D'Agostino, canzone presentata al 51º Festival di Sanremo, porta alla conquista del primo posto della classifica dei dischi più venduti il decimo album Il cammino dell'età, da cui sono tratti i singoli Mon Amour, Insieme a lei, Parlammene dimane, Il primo amore non si scorda mai. A fine giugno, sul palcoscenico del 32º premio Barocco, incontra per la prima volta Sophia Loren che coinvolge in Reginella.
Il 13 luglio 2001, con il suo tour, intitolato proprio Il cammino dell'età, tiene il suo terzo concerto allo Stadio San Paolo di Napoli, ospitando all'incirca 40.000 spettatori. Continuerà la sua tournée in giro per l'Italia.
Da ottobre 2001 a gennaio 2002 terrà una serie di concerti tra Europa, Stati Uniti e Canada.
Nel luglio 2002 il singolo Miele anticipa il quinto album per la BMG, Uno come te, pubblicato in settembre. All'album collaboreranno anche Tullio De Piscopo alla batteria e Michael Thompson alla chitarra elettrica. Quattordici nuove canzoni, tra cui Non mollare mai, Un nuovo bacio in duetto con Anna Tatangelo e Caro Renato, scritta come omaggio per Renato Carosone, il giorno della sua morte. Nel frattempo inizia Uno come te World tour , che tocca le città degli Stati Uniti, Canada, Australia e diverse città europee. Lo special televisivo, Uno come te... in giro per il mondo è trasmesso su Rai Uno in maggio.
Nella trasmissione Amici di Maria De Filippi - seconda edizione, anno 2002-2003, in onda su Canale 5, il ritornello del brano Non mollare mai sarà cantato da tutti i concorrenti e diventerà la sigla ufficiale. In seguito, nelle fasi finali del programma, verrà scelto il brano I ragazzi del 2003, scritto sempre da Gigi D'Alessio come nuova sigla.
Dopo un concerto allo Stadio Olimpico di Roma, il 21 giugno 2003, chiuderà Uno come te World Tour allo Stadio San Paolo di Napoli, ospitando oltre 40.000 spettatori. Sul palco saliranno I ragazzi di Amici di Maria De Filippi - seconda edizione, che canteranno il brano I ragazzi del 2003.
In autunno 2003 arriva Buona vita, il doppio CD che in 22 brani, tra i quali 2 inediti e alcuni riproponendoli in nuova versione, ripercorre i primi dieci anni della sua carriera.
Nel 2004 esce l'album Quanti amori, dove collabora con musicisti di fama internazionale come Tony Levin, Jeremy Lubbock e di nuovo Michael Thompson, vincendo il Disco di diamante. Non c'è vita da buttare (con le chitarre di Alex Britti), Spiegame cherè, Napule (un affresco a quattro voci: D'Alessio, Sal Da Vinci, Gigi Finizio e Lucio Dalla), Liberi da noi, Le mani sono i brani di punta. Pochi giorni dopo l'uscita dell'album la Mondadori pubblica l'autobiografia Non c'è vita da buttare.
Nel 2005 D'Alessio torna al Festival di Sanremo con il brano L'amore che non c'è, scritta ancora una volta con Vincenzo D'Agostino, in seguito aggiunto alle nuove pubblicazioni di Quanti amori. Da aprile a settembre è di nuovo in tournée.
Il 25 settembre 2005 tiene un concerto all'Arena di Verona.
Il 30 settembre 2005 una folla di oltre 200.000 persone si riunisce a Napoli, in piazza del Plebiscito. La serata raccoglie guest star, fra cui Claudio Baglioni, Lucio Dalla, Mario Merola, Luciano De Crescenzo, Lee Ryan, Anna Tatangelo, Tony Tammaro, Giorgio Panariello, Anna Falchi. Il doppio album dal vivo Cuorincoro, raccoglie i momenti della serata, oltre a due inediti M'innamorerò sempre di te e Fino a quando scure notte.
Nell'ottobre del 2006 esce l'album Made in Italy, contenente un duetto con Lara Fabian, vince il premio Barocco ed il Venice Music Awards, ricevendo il Telegatto come miglior album dell'anno. Il suo tour mondiale tocca le città principali degli Stati Uniti, Canada, Australia e poi Belgio, Malta, Cina e infine la Francia dove esordisce al teatro Olympia di Parigi registrando il tutto esaurito. Successivamente esce il DVD intitolato Gigi D'Alessio - A l'Olympia Live in Paris.
Il 13 dicembre 2006 riceve il premio "Personalità Europea" al Campidoglio a Roma.
Nel 2007 esce una nuova raccolta intitolata Mi faccio in quattro, che contiene 48 grandi successi del cantautore e si divide in 4 : CD1 - Napoletano, CD2 - Pop, CD3 - Latino, CD4 - Ballad e 2 inediti, Non mettermi in croce e Bambina.
Nell'ottobre 2008 esce il sedicesimo album Questo sono io, contenente 11 nuove canzoni concepite durante la lunga tournée teatrale, dalle tinte autobiografiche. Superamore è il primo singolo scelto, ma in circuito ci sono anche canzoni, come Babbo Natale non c'è, canzone della lontananza dedicata al figlio di cinque anni (title track dei titoli di coda di No problem, film firmato Vincenzo Salemme), e Giorni, nuova sigla del programma Amici di Maria De Filippi - ottava edizione. Il brano Male d'amore è scritto in collaborazione con l'autore Francesco Tartaglione, il quale confessa le sue paure di uomo che vive insieme ad una donna molto giovane. Questo sono io è anche il disco che dopo anni di distanze segna il disgelo tra D'Alessio e Pino Daniele: firma testi e musica di Sarai (in duetto con Anna Tatangelo) e suona la chitarra in Addo' so' nnato ajere. L'album Questo sono io si aggiudica il Wind Music Awards, ricevuto all'Arena di Verona.
Nel 2009 D'Alessio pubblica la sua autobiografia dal titolo Questo sono io, partecipa al primo volume del progetto ONU "Capo Verde, terra d'amore", prodotto per la Sony e Lusafrica da Alberto Zeppieri, duettando con Cesária Évora nella canzone Ricordo d'Infanzia di Teofilo Chantre e Alberto Zeppieri; il 20 giugno 2009 prende parte alla Corale per il popolo d'Abruzzo, dove duetta con Renato Zero nel brano Tu sì 'na cosa grande di Domenico Modugno. Il 18 settembre esce l'EP 6 come sei (GGD/Sony Music), anticipato dal singolo Non riattaccare e il 6 novembre parte dal PalaLottomatica di Roma una nuova tournée che tra novembre e dicembre tocca varie città italiane.
Il 27 novembre esce l'album Q.P.G.A. di Claudio Baglioni, nel quale è presente il brano Due universi in cui D'Alessio duetta con Anna Tatangelo.

### Anni 2010
Il 4 marzo 2010 esordisce alla conduzione di un programma televisivo, presentando su Rai 1 il suo primo one man show intitolato Gigi, questo sono io.
L'8 giugno è uscito il sequel di 6 come sei, intitolato Semplicemente sei e anticipato nelle radio dal singolo Vita, dedicata al figlio Andrea. Contiene anche la canzone Adesso basta, per la campagna contro il bullismo promossa dal comune di Roma, di cui D'Alessio è testimonial.
Il 10 dicembre 2010 pubblica insieme con Anna Tatangelo e Valeria Marini l'album 3 x te, il cui ricavato sarà devoluto in beneficenza. Formato da sei brani, l'album ripropone due canzoni di D'Alessio, due della Tatangelo e due brani cantati da Valeria Marini.
Il 14 febbraio 2011 si esibisce al Radio City Music Hall di New York. Il concerto dal titolo Tu vuò fa l'americano (dal nome del suo album), si arricchisce di guest star, come Liza Minnelli, Paul Anka, Sylvester Stallone, Anastacia, The Manhattan Transfer, Mario Biondi, Christian De Sica, Ivete Sangalo, Enrico Brignano, Nino Benvenuti, e viene mandato in onda da Rai Uno il 4 e l'11 marzo. Durante il concerto riceve anche il premio "United States - Italy Friendship Award" dalla National Italian American Foundation.
Nel 2012 partecipa al 62º Festival di Sanremo con la canzone Respirare, cantata in coppia con Loredana Bertè, classificandosi al quarto posto; il 15 febbraio 2012 esce l'album di inediti Chiaro, che precede il singolo omonimo. Anche in questo album collaboreranno musicisti internazionali come Michael Thompson alla chitarra elettrica e Stive Jordan alla batteria. A luglio 2012 esce il singolo Sono solo fatti miei, seguito da Io sarò per te. Di quest'ultima ci sarà anche una versione cantata in duetto con la cantante statunitense Macy Gray. Nello stesso tempo inizia il Chiaro World Tour, che porta in tutta Italia per poi approdare anche in alcune città europee come Parigi, Charleroi, Zurigo, Montreux, Colonia, e ancora in Messico, Brasile, Argentina e Venezuela. Sempre nel 2012 tiene un concerto interamente in lingua spagnola, a Città del Messico, presso gli studi Interlomas. Il 18 settembre il concerto esce sotto forma di CD/DVD, solo nel mercato latinoamericano, con il titolo Primera fila. Il primo singolo estratto dall'album è Abre tus brazos, in duetto con Cristian Castro. Altro duetto del disco è quello con Anna Tatangelo in Un nuevo beso.
Il 27 settembre 2013 viene pubblicato il singolo Ora, estratto dall'album omonimo uscito nel novembre successivo, che dopo poche settimane viene certificato Disco d'oro per le oltre 30 000 copie vendute e resta ancora ai vertici della classifica FIMI. Il 24 e il 25 novembre D'Alessio conduce assieme alla consorte Anna Tatangelo il varietà Questi siamo noi, trasmesso da Canale 5 in due serate, che vede ospiti provenienti sia dal mondo della musica, come i Modà, Alessandra Amoroso, Roberto Vecchioni e Bianca Atzei, sia dal mondo dello spettacolo come Paolo Bonolis e Ale e Franz.
Agli inizi di febbraio 2014 prende il via l'Ora World Tour, in giro per gli Stati Uniti e Canada. Il 3 marzo l'album Ora viene classificato al primo posto della classifica World Chart, stilata dalla rivista statunitense Billboard. Dal 25 al 30 giugno 2014 l'artista partecipa alle quattro serate riguardanti il Summer Festival, portando in gara i singoli Occhi nuovi e Ora.
Il 10 luglio 2014 ritira presso l'Università degli Studi di Roma "La Sapienza" il "premio Roma Speciale" per la promozione della musica italiana nel mondo.
Il 14 ottobre 2014 è uscito Ora dal vivo, doppio CD live registrato durante l'Ora World Tour e contenente 53 brani, tra cui un medley di 15 brani napoletani del vecchio repertorio di Gigi e tre inediti: Vivi, Una lunga sera e Non è vero che tutto in amore è possibile. Il 31 dicembre 2014 Canale 5 gli affida un evento dedicato alla musica e per attendere lo scoccare del nuovo anno, Capodanno con Gigi D'Alessio, che totalizza circa il 22.75% di share con 3.973.000 telespettatori. Tra gli ospiti sono presenti Anna Tatangelo, Fedez, Francesco Renga, Gabry Ponte, i Dear Jack, Biagio Izzo, Enzo Avitabile, Valerio Scanu, Bianca Atzei, Gerry Scotti, Paolo Bonolis e Michelle Hunziker.
Il 23 giugno 2015 è stato reso disponibile per il download digitale il singolo Malaterra, con la collaborazione della London Symphony Orchestra, aggiudicandosi il Disco d'oro per le oltre 30 000 copie vendute, volto ad anticipare un album di cover, anch'esso intitolato Malaterra. Uscito il 16 ottobre 2015, l'album è stato anticipato anche dai singoli 'O sarracino e Guaglione, pubblicati rispettivamente il 7 agosto e il 9 ottobre, e vanta collaborazioni con artisti, quali Michael Thompson, Gianni Morandi, Chris Botti, Anna Tatangelo, Renato Carosone, Briga, Bianca Atzei e Dear Jack. Con questi ultimi ha realizzato il brano 'A città 'e Pulecenella, estratto come singolo il 27 novembre 2015.
Il 31 dicembre 2015 è stato di nuovo protagonista dello show di fine anno firmato Canale 5, Capodanno con Gigi D'Alessio, svoltosi a Bari. Insieme a lui ci sono stati Anna Tatangelo, The Kolors, Bianca Atzei e Nek.
A gennaio 2016 inizierà il Malaterra World Tour, dove farà tappa in Europa, Stati Uniti, Sud America, Australia, e Asia, toccando città come Londra, Zurigo, Francoforte, Monaco, Parigi, Bruxelles, Colonia, Amneville, Mosca, Charleroi, Vienna, Barcellona, Tokyo e Shanghai, Tornerà per alcune tappe anche in Italia, fino alla chiusura del tour il 21 giugno 2016 allo Stadio San Paolo di Napoli, davanti a 25.000 spettatori. L'evento verrà trasmesso in diretta radio e TV sull'emittente Rtl.102.5.
Il 27 maggio 2016 ha annunciato la sua intenzione di lasciare la SIAE per cedere la gestione dei diritti sulla sua musica a Soundreef.
Il 16 dicembre 2016 riceve per la seconda volta il premio "Personalità Europea 2016" al Campidoglio a Roma.
Nel febbraio 2017 ha partecipato al 67º Festival di Sanremo con il brano La prima stella, una dedica alla madre, che morì quando l'artista era appena divenuto maggiorenne. Il brano anticipa la pubblicazione dell'album, intitolato 24 febbraio 1967 (come la sua data di nascita), in uscita il 24 febbraio 2017.
A partire dal 14 marzo 2017 e fino al 30 maggio dello stesso anno ha condotto, al posto di Gigi e Ross, il programma di cabaret di Rai 2 Made in Sud.
Dal 2019 è uno dei giudici di The Voice of Italy, su Rai 2.
Il 3 maggio 2019 viene pubblicato il singolo Quanto amore si dà, in collaborazione con Guè Pequeno. Il 12 luglio dello stesso anno viene pubblicato il singolo Domani vedrai. Il 18 ottobre 2019 pubblica il diciottesimo album in studio Noi due.
Il 7 novembre 2019, con l'album Noi due, riceve un riconoscimento musicale-letterario con il premio Lunezia.
Dal 29 novembre al 13 dicembre 2019 conduce, insieme a Vanessa Incontrada, il programma televisivo 20 anni che siamo italiani, andato in onda su Rai 1 in tre puntate, dove si ripercorre la carriera dei due artisti. Interverranno ospiti come Gianna Nannini, Umberto Tozzi, Fiorella Mannoia, Marco Masini, Raf, Marco Giallini, Emma, Giorgio Panariello e tanti altri.

### Anni 2020
Il 17 luglio 2020 pubblica il singolo Como suena el corazon, in collaborazione con Clementino, che anticipa l'album in studio Buongiorno, contenente molte collaborazioni con esponenti della nuova scena urban napoletana. Il disco, pubblicato il 4 settembre 2020, debutta al primo posto nella classifica FIMI degli album più venduti.
Dal 27 novembre 2020 è giudice della prima edizione del programma The Voice Senior, trasmesso in prima serata su Rai 1.
Il 4 marzo 2021 è ospite alla 71º Festival di Sanremo, dove presenta il suo nuovo singolo Guagliune, realizzato con Enzo Dong, Ivan Granatino, Lele Blade e Samurai Jay, ed è autore del brano Potevi fare di più, interpretato da Arisa, in gara alla rassegna. Dal 26 novembre 2021 è nuovamente giudice di The Voice Senior su Rai 1, assieme a Loredana Bertè, Clementino e Orietta Berti.
Il 16 marzo 2022, in occasione dei 130 anni del quotidiano Il Mattino, partecipa, con altri artisti napoletani come Nino D'Angelo, Massimo Ranieri, Peppino di Capri, Peppino Gagliardi, Mario Trevi, al video di auguri pubblicato online dal giornale.
Il 17 e 18 giugno 2022 è protagonista, per due serate sold out, in piazza del Plebiscito di Napoli, con Gigi, Uno come te - 30 anni insieme, concerto per festeggiare i suoi primi 30 anni di carriera. La prima serata è stata trasmessa su Rai 1 ed ha avuto lo scopo di ripercorrere la propria storia (ricordando Mario Merola, Maradona e dove tutto ebbe inizio), invitando anche amici e colleghi che ne hanno fatto parte come Fiorello, Alessandra Amoroso, Amadeus, Vanessa Incontrada, Alessandro Siani, Eros Ramazzotti, Mara Venier e suo figlio Luca, in arte LDA. Per l'occasione ha ricevuto anche il premio SIAE.
Il 21 novembre 2022 riceve il premio Carosone sul palco del Teatro Trianon Viviani di Napoli.
Il 1º marzo 2023, il Comune di Calvizzano gli dedica una panchina letteraria per la nomina di "Ambasciatore della musica napoletana nel mondo", unitamente a Enrico Caruso che celebra i 150 anni dalla sua nascita e Sergio Bruni per aver reso celebre nel mondo la musica napoletana, partendo proprio dall'area Nord di Napoli. Il 23 marzo 2023, in occasione della partita Italia - Inghilterra allo Stadio Diego Armando Maradona di Napoli, valida per la qualificazione agli Europei 2024 canta l'Inno di Mameli, insieme a Clementino.
Il 26, 27, 28 maggio, 2 e 3 giugno 2023 ritorna in piazza del Plebiscito di Napoli con cinque serate, sold out, dove la serie di concerti  si ripropone col titolo Gigi, Uno come te - Ancora insieme, invitando questa volta colleghi delle ultime generazioni come Geolier, Lazza, Clementino, Elodie, Tananai, e amici con cui ha condiviso parte della sua carriera come Biagio Antonacci; Max Pezzali; Enzo Gragnaniello; Alessandro Siani; Serena Rossi; Nino D'Angelo e Alex Britti. Per l'occasione, salgono sul palco anche alcuni protagonisti della squadra del Napoli, reduce della vittoria del terzo scudetto, come Khvicha K'varatskhelia, Giovanni Simeone e Giacomo Raspadori, unitamente al presidente della Società Sportiva Calcio Napoli Aurelio De Laurentiis. Nell'ultima serata, a sorpresa salirà sul palco anche l'allora tecnico della squadra Luciano Spalletti. Le prime due serate verranno racchiuse in un unico concerto, trasmesso il 1º giugno 2023 su Rai 1.
Il 17 settembre 2023, all'Arena di Verona, in occasione dei Tim Music Awards, riceve il premio "Live oro" per le cinque serate tenute in piazza del Plebiscito di Napoli. Il 25 settembre 2023, dopo diciotto anni dalla sua prima volta, ritorna all'Arena di Verona con un concerto che fa registrare un sold out con trentamila biglietti venduti. Il 6 ottobre 2023 inizia la nuova tournée mondiale tra Stati Uniti e Canada, dove toccherà città come Montréal, Toronto e Atlantic City. L'11 ottobre 2023 riceve a New York il “Patrimonio Italiano Award”, il prestigioso riconoscimento che onora personaggi, storie ed eccellenze italiane che contribuiscono alla diffusione e valorizzazione della Cultura italiana nel mondo. Il 27 ottobre 2023 riceve a Napoli il premio "Talentum" per le eccellenze dei personaggi del mondo della cultura in Campania.

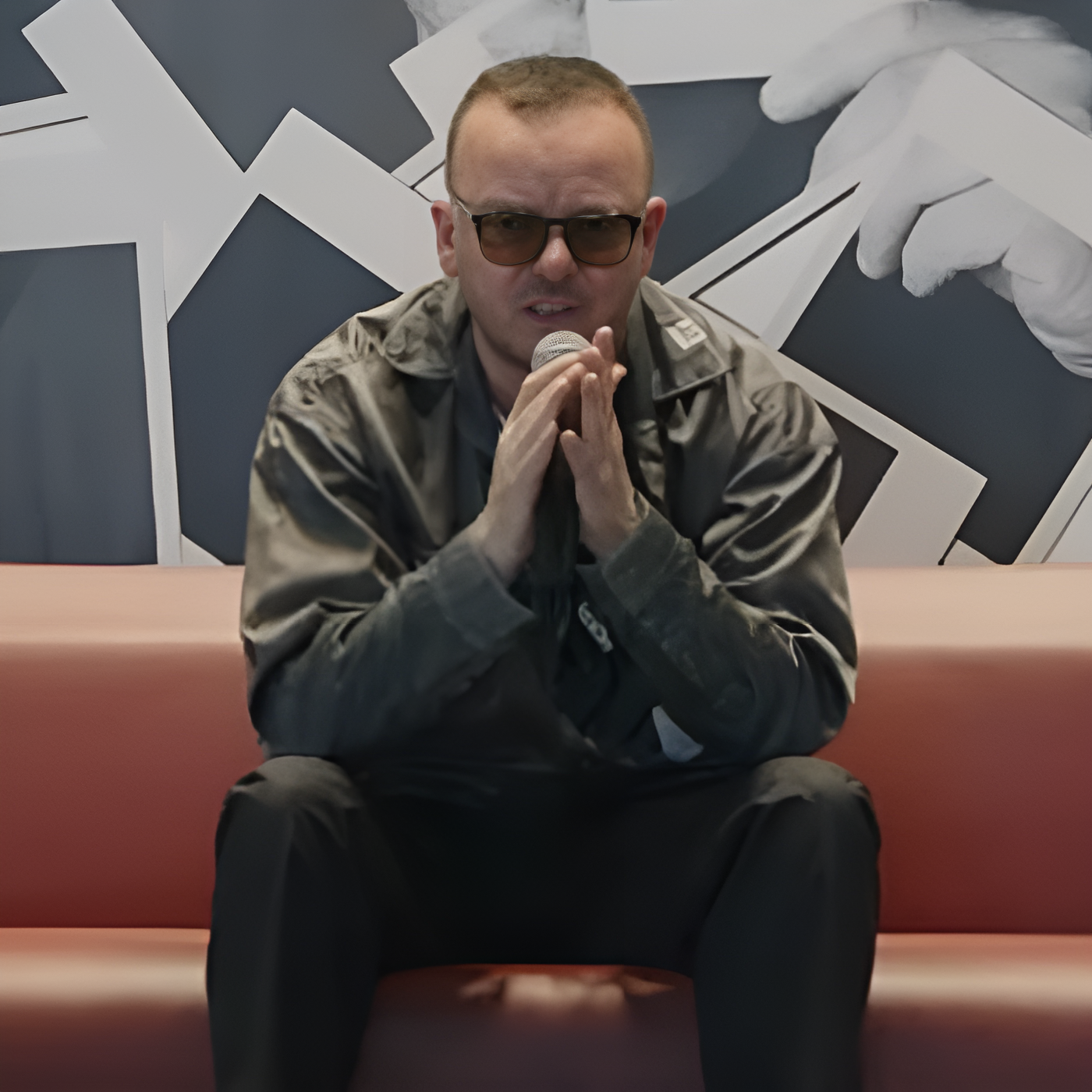
Gigi D'Alessio nel 2024

Il 9 febbraio 2024 vince la serata delle cover al Festival di Sanremo, affiancando Geolier, Guè Pequeno e Luchè con un medley di canzoni intitolato Strade. Il 30 aprile 2024 riceve una Laurea honoris causa dal Conservatorio statale "Nicola Sala" di Benevento per il contributo alla disciplina "Pop per Songwriter".
Con otto serate, sold out, il 7, 8, 9, 11, 12, 14, 15 e 16 giugno 2024 ripropone lo show in piazza del Plebiscito di Napoli, stavolta col titolo Gigi, uno come te, l'emozione continua. Interverranno ospiti come Umberto Tozzi, Fiorella Mannoia, Arisa, Elodie, Annalisa, Alessandra Amoroso, Geolier, Clementino, LDA, Guè Pequeno, Giuliano Sangiorgi e tanti altri. Con oltre 100.000 paganti, gli show faranno registrare un nuovo record per un artista che ha cantato diciotto volte in quella piazza. Le prime due serate verranno racchiuse in un unico concerto trasmesso il 13 giugno 2024 su Rai 1.
Il 30 giugno 2024 riceve all'Anfiteatro romano di Avella il premio "Artis Suavitas" con il merito di aver contribuito in Italia ed all’estero alla diffusione della cultura e del sapere. Il 13 settembre 2024, all'Arena di Verona, in occasione dei Tim Music Awards riceve il "Tim Music Awards per il Live platino", premio per le otto serate tenute in piazza del Plebiscito di Napoli. Il 31 dicembre 2024, in piazza Duomo a Catania interviene come Super ospite nella trasmissione "Capodanno in musica" su Canale 5, presenziando al brindisi di fine anno e successivamente, intrattenendo il pubblico cantando alcuni dei suoi successi.
Il 9 maggio 2025 riceve all'Auditorium Parco della musica a Roma  il premio internazionale "Guido Carli" come riconoscimento alla carriera. All'evento, presentato da Veronica Gentili non mancherà un'esibizione a sorpresa del cantautore partenopeo.   Il 1º marzo 2025 inizia la nuova tournée europea dove toccherà città come Liège, Bruxelles e Lussemburgo, per poi continuare con Zurigo e una doppia data a Tirana il 28 e 29 aprile. Chiude il tour con l'ultima data a Malta il 10 maggio. 
Il 2 e 3 giugno 2025 inizia un tour in alcuni stadi più grandi d'Italia, tenendo un doppio sold out allo stadio Maradona di Napoli, radunando oltre 100.000 persone. Continua il 20 e 21 giugno 2025 con un doppio sold out anche allo stadio Renzo Barbera di Palermo, radunando 60.000 persone per un evento benefico in collaborazione con la Fondazione Tommaso Dragotto che si intitola "Gigi & friends - Sicily for life", dove promuove una raccolta fondi a favore della realizzazione di un poliambulatorio pediatrico per la cura delle malattie rare nella città di Palermo. All'evento interverranno artisti come Fiorella Mannoia, Noemi, Geolier, Sal Da Vinci, Rosario Miraggio, The kolors, Clementino, LDA, Elodie, Alessandro Siani e Elena D'Amario.  Le due serate verranno racchiuse in un unico concerto trasmesso il 24 giugno 2025 su Canale 5.  Il 23 giugno tiene un concerto anche allo stadio San Nicola di Bari dopo vent'anni dalla sua prima volta.
Chiude questo tour il 25 giugno 2025, approdando per la prima volta al Circo Massimo di Roma.

## Produttore e autore
Dal 2005 a oggi ha prodotto, insieme con Adriano Pennino, gli album Ragazza di periferia, Mai dire mai, Nel mondo delle donne e Progetto B di Anna Tatangelo, all'epoca sua compagna; Non riesco a farti innamorare e Il mercante di stelle di Sal Da Vinci; Prendere o lasciare e Il mio spazio nel tuo tempo di Rosario Miraggio. Oltre ad aver firmato numerosi brani per i sopracitati interpreti, ha scritto canzoni per Gigi Finizio, Nino D'Angelo, Franco Ricciardi, Mauro Nardi, Nello Amato, Ida Rendano, Carmelo Zappulla, Gianluca Capozzi, Luca Napolitano, Francesco Merola, Il Giardino dei Semplici e Arisa.

## Orientamento politico
A detta di tanti, D'Alessio sarebbe schierato su posizioni politiche di destra; l'artista ha affermato prima di essere amico di Antonio Bassolino (sindaco di Napoli e presidente della regione Campania di centro-sinistra), poi di essere diventato amico di Silvio Berlusconi.
In occasione delle elezioni regionali nel Lazio del 2005 ha cantato pubblicamente a sostegno del candidato di centro-destra, il presidente uscente Francesco Storace (che ha poi perso la tornata elettorale contro lo sfidante di centro-sinistra Piero Marrazzo).
Nel 2011, in occasione delle elezioni comunali a Napoli, ha suonato a piazza del Plebiscito per la chiusura della campagna elettorale a sostegno del candidato del centro-destra Giovanni Lettieri (poi sconfitto da Luigi de Magistris).
Il 5 maggio 2015 a Radio Carcere a Roma incontra Marco Pannella, annunciando l'iscrizione al Partito Radicale, ai Radicali Italiani, all'Associazione Coscioni e a Nessuno Tocchi Caino, insieme a Pierluigi Germini (produttore discografico) e Gianpiero Tramice (direttore di produzione).

## Procedimenti giudiziari
Nel 2017 è stato processato dal Tribunale di Roma con l'accusa di rapina e aggressione verso dei fotografi che stazionavano nei pressi della sua abitazione. Il pubblico ministero, al termine del processo, ha chiesto la condanna a tre anni di carcere. Il cantante è stato in seguito prosciolto per riformulazione dell'accusa in esercizio arbitrario delle proprie ragioni e conseguente intervenuta prescrizione.
Nel 2021 è stato processato dal Tribunale di Roma con l'accusa di una maxi evasione fiscale di 1,7 milioni di euro (997.581 euro di Ires e 770.613 di Iva). Secondo l’accusa, la frode risalirebbe al 2010 con il presunto occultamento da parte di D’Alessio, insieme al socio, al commercialista e due legali, dei libri contabili della Ggd Productions. Già nel 2015 la Procura della Repubblica di Roma aveva disposto una perquisizione nella sua villa dell’Olgiata. Nel 2021 la Procura ha chiesto la condanna per il cantante a quattro anni di reclusione e a due anni per gli altri imputati, tutti accusati di aver simulato il furto di una Mini nella quale sarebbero stati conservati i libri contabili e le fatture della società. Il 9 novembre è stato assolto perché “il fatto non sussiste”.

## Vita privata
Gigi D'Alessio si è sposato nel 1986 con Carmela Barbato, dalla quale si è separato nel 2006 per poi divorziare ufficialmente nel giugno 2014. La coppia ha avuto tre figli: Claudio (1987), Ilaria (1992) e Luca (2003); quest'ultimo, seguendo le orme del padre, ha intrapreso una carriera come cantante con lo pseudonimo LDA (derivato dalle sue iniziali), partecipando nel 2021 al programma televisivo Amici di Maria De Filippi. È nonno di quattro nipoti: Noemi, Sofia e Giselle, figlie di Claudio, e Joseluì (2024), figlio di Ilaria.
Nel dicembre del 2006 è stata resa nota la sua relazione con la cantante Anna Tatangelo, iniziata nel febbraio 2005 e interrotta nel 2017. I due hanno avuto un figlio, Andrea, nato il 31 marzo 2010. Nel settembre 2018 la coppia torna unita; il 3 marzo 2020, attraverso il suo profilo Instagram, D'Alessio annuncia nuovamente la fine della loro relazione.
Da aprile 2020 è legato sentimentalmente a Denise Esposito, di venticinque anni più giovane, dalla quale ha avuto due figli: Francesco, nato il 24 gennaio 2022, e Ginevra, nata il 7 luglio 2024.

## Discografia

### Album in studio
- 1992 – Lasciatemi cantare
- 1993 – Scivolando verso l'alto
- 1994 – Dove mi porta il cuore
- 1995 – Passo dopo passo
- 1997 – Fuori dalla mischia
- 1998 – È stato un piacere
- 1999 – Portami con te
- 2000 – Quando la mia vita cambierà
- 2001 – Il cammino dell'età
- 2002 – Uno come te
- 2004 – Quanti amori
- 2006 – Made in Italy
- 2008 – Questo sono io
- 2012 – Chiaro
- 2013 – Ora
- 2015 – Malaterra
- 2017 – 24 febbraio 1967
- 2019 – Noi due
- 2020 – Buongiorno
- 2024 – Fra

### Album dal vivo
- 1998 – Tutto in un concerto
- 2005 – Cuorincoro
- 2011 – Tu vuò fa l'americano
- 2014 – Ora dal vivo

### Raccolte
- 2003 – Buona vita
- 2007 – Mi faccio in quattro
- 2010 – 3 x te

### Album per il mercato ispanofono
- 2001 – El camino de la edad
- 2004 – Buona vita (español)
- 2012 – Primera fila

## Videografia

### Album video
- 2003 – Buona vita
- 2005 – Cuorincoro
- 2008 – Gigi D'Alessio - A l'Olympia Live in Paris

## Partecipazioni al Festival di Sanremo
- 2000 – 10º posto con Non dirgli mai
- 2001 – 8º posto con Tu che ne sai
- 2005 – Finalista con L'amore che non c'è
- 2012 – 4º posto con Respirare, con Loredana Bertè
- 2017 – Non finalista con La prima stella

## Televisione
- Fuori dalla mischia - Gigi D'Alessio in concerto dallo Stadio San Paolo di Napoli (Teleoggi, 1997)
- Gigi D'Alessio in concerto a Napoli (Rai 1, 2000)
- Uno come te...in giro per il mondo (Rai 1, 2003)
- Striscia la notizia (Canale 5, 2005)
- Quanti amori - Gigi D'Alessio in concerto (Canale 5, 2005)
- Gigi, questo sono io (Rai 1, 2010)
- 24mila voci (Rai 1, 2010-2011) – giudice
- Tu vuò fa l'americano (Rai 1, 2011)
- Questi siamo noi (Canale 5, 2013)
- Festival di Castrocaro (Rai 1, 2014; Rai 2, 2019) – giurato
- Capodanno con Gigi D'Alessio (Canale 5, 2014-2016)
- Techetechetè (Rai 1, 2015) – puntata 56
- Gigi D'Alessio in concerto - #spegniamoifuochi (LA7, 2015)
- Malaterra - Il docufilm (Rete 4, 2015)
- Una voce per Padre Pio (Rai 1, 2016)
- Made in Sud (Rai 2, 2017)
- Gigi D'Alessio & Friends (Radionorba TV, Telenorba, 2017)
- Prodigi - La musica è vita (Rai 1, 2017) – giudice
- The Voice of Italy (Rai 2, 2019) – coach
- Tali e quali (Rai 1, 2019) – giudice
- 20 anni che siamo italiani (Rai 1, 2019)
- Sanremo Giovani (Rai 1, 2019) – giurato
- The Voice Senior (Rai 1,  2020-2025) – coach
- Telethon (Rai 1, 2020)
- Gigi, uno come te (Rai 1, 2022-2024)
- The Voice Kids (Rai 1, 2023-2024) – coach
- Colpo di luna (Rai 1, 2024) – ospite fisso
- The Voice Generations (Rai 1, 2024) – coach
- Gigi & Friends - Sicily for life (Canale 5, 2025)

## Filmografia
- Il sole nello stadio, regia di Gianni Crea (1995)[83]
- Annaré, regia di Ninì Grassia (1998)
- Cient'anne, regia di Ninì Grassia (1999)
- Malaterra, regia di Sergio Rubino, Ambrogio Crespi – docufilm (2014)
- Addio fottuti musi verdi, regia di Francesco Capaldo (2017)
- Non è Natale senza panettone, regia di Marco Limberti – film TV (2019)
- Ritoccàti!, regia di Alessandro Guida – miniserie TV, episodio 6 (2020)
- Mare fuori - Quinta stagione, regia di Ludovico Di Martino – serie TV, episodio 12 (2025)